# 待富者
待富者是中国大陆经济学家厉以宁在强国论坛中提出的一個概念，其称中国穷人不是穷人，而是待富者。起因是有網民质疑张维迎的「中国所有人都是改革受益者」理論。厉以宁此言論引起網民的激烈反應。